# セルゲイ・ミーチン
セルゲイ・ゲラシモヴィチ・ミーチン（ロシア語: Сергей Герасимович Митин、ラテン文字転写の例：Sergey Gerasimovich Mitin、1951年6月14日 -  ）は、ロシアの政治家。2007年から2017年までノヴゴロド州知事を務めた。ゴーリキー市（現ニジニ・ノヴゴロド）出身。
ノヴゴロドの企業長などを経て、1995年ロシア連邦議会下院国家会議議員となり、下院副議長兼経済政策委員会議長。1998年ロシア連邦経済省次官。2000年ロシア連邦産業・科学・技術省次官。2004年産業エネルギー省局長を経て、農業省に移り、次官に就任。連邦政府ナノテクノロジー評議会メンバーも勤める。2006年友好勲章を受章。
2007年8月3日ウラジーミル・プーチン大統領によって、ノヴゴロド州知事代行に任命。8月7日知事に正式に就任した。2017年2月13日に退任。